# Astérion (Crète)
Pour les articles homonymes, voir Astérion et Astérios.
Dans la mythologie grecque, Astérion (en grec ancien Ἀστερίων / Asteríôn) ou Astérios (Ἀστέριος / Astérios) est un roi de Crète.
Une scholie l'atteste chez « Hésiode et Bacchylide » : roi des Crétois, il épouse Europe après son union avec Zeus, avant que celle-ci n'accouche des trois enfants du dieu: Minos, Sarpedon et Rhadamanthe. Le pseudo-Apollodore reprend ces éléments mais lui prête aussi une fille, Crétée. Diodore donne quelques détails sur ses origines : fils de Tectamos et d'une fille de Créthée, il succède à son père sur le trône de Crète, épouse Europe et, n'ayant pas de descendance, il adopte les enfants qu'elle avait eus avec Zeus.
Chez Lycophron, il habite un palais sur le Dicté et les Curètes enlèvent une jeune fille de Sarepta pour lui offrir comme épouse. Le même attachement aux Curètes et au mont Dicté se retrouvent chez Nonnos, où Europe est cependant bien son épouse.